# Флаг Коломенского района
Флаг Коло́менского муниципального района Московской области Российской Федерации — опознавательно-правовой знак, служащий официальным символом муниципального образования.
Флаг утверждён 28 февраля 2002 года как флаг муниципального образования «Коломенский район» (после муниципальной реформы — Коломенский муниципальный район) и внесён в Государственный геральдический регистр Российской Федерации с присвоением регистрационного номера 913.

## Описание
«Прямоугольное жёлтое полотнище с соотношением сторон 2:3, несущее в центре изображение фигур герба Коломенского района, в котором нижние плечи вилообразного креста упираются в нижние углы полотнища».

## Обоснование символики
Коломенский район расположен в юго-восточной части Московской области в пойме крупнейших рек Подмосковья — Оки и Москвы, их слияние обозначено главной фигурой флага — синим вилообразным крестом.
Синий цвет (лазурь) в геральдике — символ чести, славы, преданности, истины, красоты и добродетели.
Жёлтый цвет полотнища отражает красоту местной природы, имеющей в основе степной ландшафт, а также сельскохозяйственные угодья района.
Жёлтый цвет (золото) в геральдике — символ прочности, силы, великодушия, богатого урожая.
Включение во флаг района белой колонны, увенчанной короной — основного элемента исторического герба города Коломны, утверждённого 20 (31) декабря 1781, подчёркивает неразрывную связь древнего города с одноимённым Коломенским районом и символизирует богатое историческое, культурное и духовное наследие района.
Белый цвет (серебро) в геральдике — символ простоты, совершенства, благородства, мудрости и взаимосотрудничества.

## См. также

Флаги муниципальных образований Коломенского муниципального района
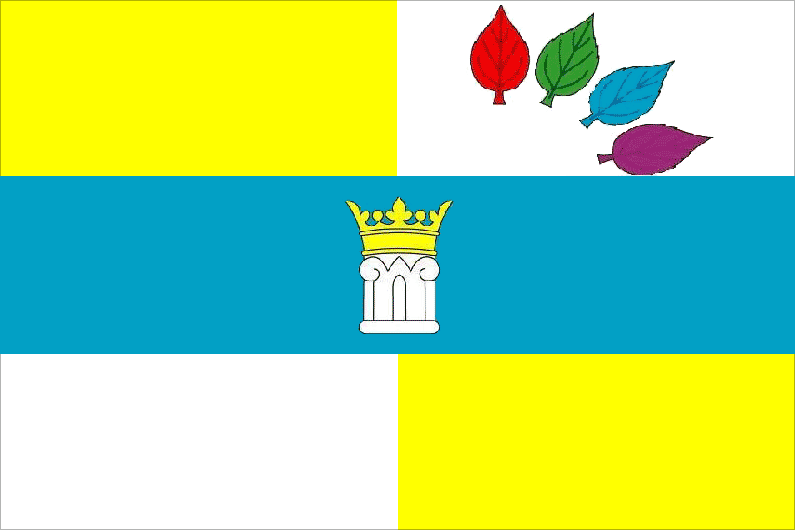
Флаг городского поселения Пески
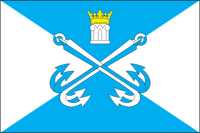
Флаг сельского поселения Акатьевское
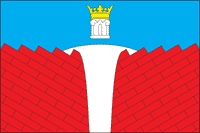
Флаг сельского поселения Биорковское
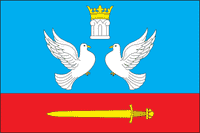
Флаг сельского поселения Заруденское
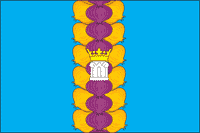
Флаг сельского поселения Непецинское
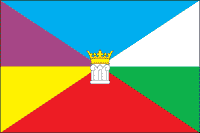
Флаг сельского поселения Пестриковское
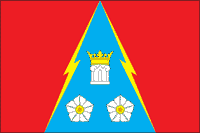
Флаг сельского поселения Проводниковское
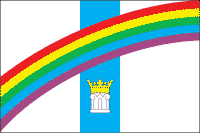
Флаг сельского поселения Радужное
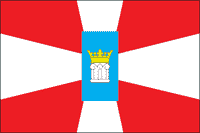
Флаг сельского поселения Хорошовское